# 富山市内の通り
富山市内の通り（とやましないのとおり）は、富山県富山市内の通りにおける名称である。

## 一覧
- 城址大通り
  - 富山市道・富山駅前東交差点 - 城址公園前交差点
  - 国道41号・城址公園前交差点 - 城南公園前交差点

- 桜橋電車通り
  - 富山県道22号富山停車場線・中央郵便局前交差点 - 荒町交差点
  - 富山県道43号富山上滝立山線・荒町交差点 - 南富山踏切

- 平和通り
  - 富山県道6号富山立山公園線・不二越踏切 - 西町交差点
  - 富山市道・西町交差点 - 護国神社前交差点

- 立山通り
  - 富山県道62号富山小杉線・有沢交差点 - 城南公園前交差点
  - 富山県道3号富山立山魚津線・城南公園前交差点 - 大日橋

- けやき通り
  - 富山県道208号小竹諏訪川原線・神通本町交差点 - 神通町交差点
  - 富山市道・神通町交差点 - 根塚交差点

- すずかけ通り
  - 富山市道・富山駅前中央交差点 - 西田地方交差点

- 雪見通り
  - 富山県道30号富山港線・永楽町交差点 - 北新町交差点
  - 富山市道・北新町交差点 - 堀川小泉町交差点

- しののめ通り
  - 富山県道172号八幡田稲荷線・稲荷元町交差点 - 東町交差点
  - 富山市道・東町交差点 - 大泉東町2丁目交差点

- ひまわり通り
  - 富山県道208号小竹諏訪川原線・神通町交差点 - 宝町交差点
  - 富山市道・宝町交差点 - 大泉駅口交差点

- 花水木通り
  - 富山市道・磯部交差点 - 清水元町交差点

- あざみ通り
  - 富山市道・布瀬橋交差点 - 西公文名町交差点

- 太田口通り
  - 富山市道・西町5-2番地先 - 太田口通り二丁目交差点 - 中野新町交差点

- ブールバール

- 大手モール

- 草島線（草島東線・草島西線）
  - 富山市街地を囲むようにして走る環状道路。草島環状線とも呼ばれる。区間の大半が県道富山環状線と一致する。
  - 東線の新屋交差点から西線の黒瀬交差点にかけては、ロードサイドショップが軒を連ねる。
  - 国道41号と交差する荒川東部や掛尾町、県道富山立山公園線と交差する天正寺、県道富山立山魚津線（立山通り）と交差する中川原東などの主要交差点付近は、渋滞することが多い。
  - 東線の岩瀬スポーツ公園前交差点 - 富山東高校前交差点は、長らく2車線となっていた。4車線化に向けて、途中のあいの風とやま鉄道線との平面交差解消のための跨線橋工事と併せ、富山東バイパスとして2001年（平成13年）度より工事を進めてきたが、2021年（令和3年）8月9日に供用が開始された[1]。これにより、草島線全線の4車線化が完成となった。

- 草島東線
  - 国道415号・四方荒屋交差点 - 富山東高校前交差点
  - 富山県道56号富山環状線・富山東高校前交差点 - 天正寺交差点
  - 富山市道・天正寺交差点 - 山室交差点
  - 富山県道65号富山大沢野線・山室交差点 - 山室西交差点
  - 富山市道・山室西交差点 - 掛尾町交差点

- 草島西線
  - 国道359号・掛尾町交差点 - 婦中大橋西口交差点
  - 富山県道56号富山環状線・婦中大橋西口交差点 - 四方荒屋交差点

## 街道
- 北国街道・北陸道・北陸街道
- 越中東街道・飛騨街道
- 富岩街道（富山県道30号富山港線）
- 五百石街道（富山県道6号富山立山公園線・富山市内 - 立山町）
- 上使街道（富山県道9号富山戸出小矢部線・富山市内 - 小矢部市）
- 立山街道（富山県道179号三室荒屋富山線・富山市内 - 立山町）

## 関係項目
- 日本の道路
- 日本の通り一覧